# Os bru de l'Himàlaia
L'os bru de l'Himàlaia (Ursus arctos isabellinus) Dzu-Teh (en nepalès), o os vermell (red bear) és una subespècie de l'os bru (Ursus arctos). Es troba a les regions inhòspites de l'Àsia central: l'Afganistan, la Xina, l'Índia, el Kazakhstan, el Kirguizstan, Mongòlia, el Nepal, l'Uzbekistan i el Pakistan. Sovint se l'associa amb l'os blau del Tíbet (Ursus arctos pruinosus), una altra subespècie d'os bru que ocupa el vessant oriental de l'altiplà muntanyós del Tibet. Hom pensa que és a l'origen del mite del ieti.
Aquests ossos són omnívors i hibernen en un cau durant l'hivern. Tot i que l'os bru com a espècie està classificat com a mínim preocupació per la UICN, la subespècie de l'Himàlaia està classificada en perill greu d'extinció i les poblacions continuen disminuint. Es troba en perill a l'Himàlaia i en perill crític a l'Hindu Kush, mentre que a Bhutan ja es considera que s'ha extingit.

## Descripció
- Pesa fins a 160 kg.
- El seu color varia des d'un marró vermellós fosc fins a uns tons més clars.
- Té una gepa a les espatlles.
- Presenta un perfil lleugerament còncau a la cara.
- Posseeix urpes llargues a les potes davanteres.[4]

## Genètica i classificació
Si bé avui dia es considera que l'os bru de l'Himàlaia és una subespècie de l'os bru, no sempre ha estat així. Schwarz defensà, basant-se en els treballs contrastants de Ogonev i Pocock, que es tractava d'una espècie pròpia (Ursus isabellinus). Per altra banda Sowerby tenia un altre punt de vista i establí que «és possible que aquesta espècie estigui més propera als extints ossos de les cavernes que als ossos bruns, i s'hauria d'ubicar en el gènere Spelaeus».
Les anàlisis filogenètiques han demostrat, però, que l'os bru de l'Himàlaia està efectivament emparentat amb els ossos bruns. Consta d'un sol clade diferenciat, que s'hauria ramificat de la resta d'ossos bruns (i polars) aproximadament fa 658.000 anys, en el període d'un episodi de glaciació del Plistocè mitjà al'altiplà del Tibet. Les dades suggereixen que durant la glaciació de Nyanyaxungla el llinatge que donaria lloc a l'os bru de l'Himàlaia es va aïllar en un refugi diferent, que seria l'origen de la seva divergència.
L'anàlisi filogenètica també ha demostrat que l'ADN dels ossos del desert del Gobi, s'arrenglera amb els de l'Himàlaia i poden representar una població relicta d'aquesta subespècie.

## Estat de conservació
A diferència d'altres subespècies d'os bru, que es troben en bon nombre, l'os bru de l'Himàlaia es troba en perill crític. Els exemplars són perseguits pel seu pelatge i les seves urpes amb finalitats ornamentals i la bilis d'os per a ús en la medicina tradicional xinesa. Els pastors els maten per protegir el seu bestiar i la seva llar és destruïda per la invasió humana.
La seva distribució geogràfica és molt fragmentafa i consisteix en petites poblacions repartides per l'Àsia central, però se’n sap poc sobre el nombre aproximat o la connectivitat. A l'oest de la Xina, tot i que les dades no són confiables, s'estima que hi habitin uns sis mil ossos bruns, dels quals una part correspon a l'os bru de l'Himàlaia (a la Regió autònoma de Xinjiang) i l'altra a la subespècie veïna del Tibet (ursus arctos pruinosus), a l'altiplà tibetà.
A l'Índia probablement hi hagi menys de 1.000 ossos bruns de l'Himàlaia, distribuits en 23 àrees protegides dels estats del nord de Jammu i Caixmir, Himachal Pradesh i Uttarankhand, però només en dos d'aquests es considera que els són força comuns. A l'Índia, el comerç internacional està prohibit per la Wildlife Protection Act.
A l'estat indi d'Himachal Pradesh, la seva llar són els santuaris de vida salvatge de Kugti i Tundah i la regió tribal de Chamba. La seva població estimada és de només 20 a Kugti i 15 a Tundah. L'arbre que porta la flor estatal d'Himachal, el buransh (rododendre), és el lloc preferit de l'os. A causa de l'alt valor de l'arbre buransh, s'està fomentant la seva tala comercial, provocant una nova destrucció de l'habitat de l'os bru.
Al Pakistan, la població és de només 150-200 exemplars, en set poblacions separades de l'Himàlaia, Karakoram i Hindu Kush, només una de les quals té més de 20 individus. És una poblacions petita i dispersa, que es reprodueix lentament i disminueix a causa de la pèrdua d'hàbitat, la fragmentació, la caça furtiva i els espectacles de fustigació d'ossos, tot i que aquesta darrera pràctica està prohibida al Pakistan.
La Snow Leopard Foundation (SLF) del Pakistan realitza investigacions sobre l'estat actual dels ossos bruns de l'Himàlaia a la serralada del Pamir, a Gilgit-Baltistan, un hàbitat prometedor que és també un corredor de vida salvatge que connecta les poblacions d'ossos del Pakistan amb l'Àsia central. El projecte també té la intenció d'investigar els conflictes que els humans tenen amb els ossos, alhora que promou la tolerància vers els ossos a la regió mitjançant l'educació ambiental. SLF va rebre finançament del Prince Bernhard Nature Fund i d'Alertis.

Un estudi recent apunta que el canvi climàtic tindrà un impacte directe en la conservació de l'os bru de l'Himàlaia, i preveu que provocarà una pèrdua massiva d'hàbitat del 73% aproximadament per al 2050. Aquesta tendència afectarà greument 13 àrees protegides a l'Índia i el Pakistan i la situació s'agreujarà encara més per a l'espècie amb la previsible pèrdua de connectivitat entre la majoria d'aquestes àrees.

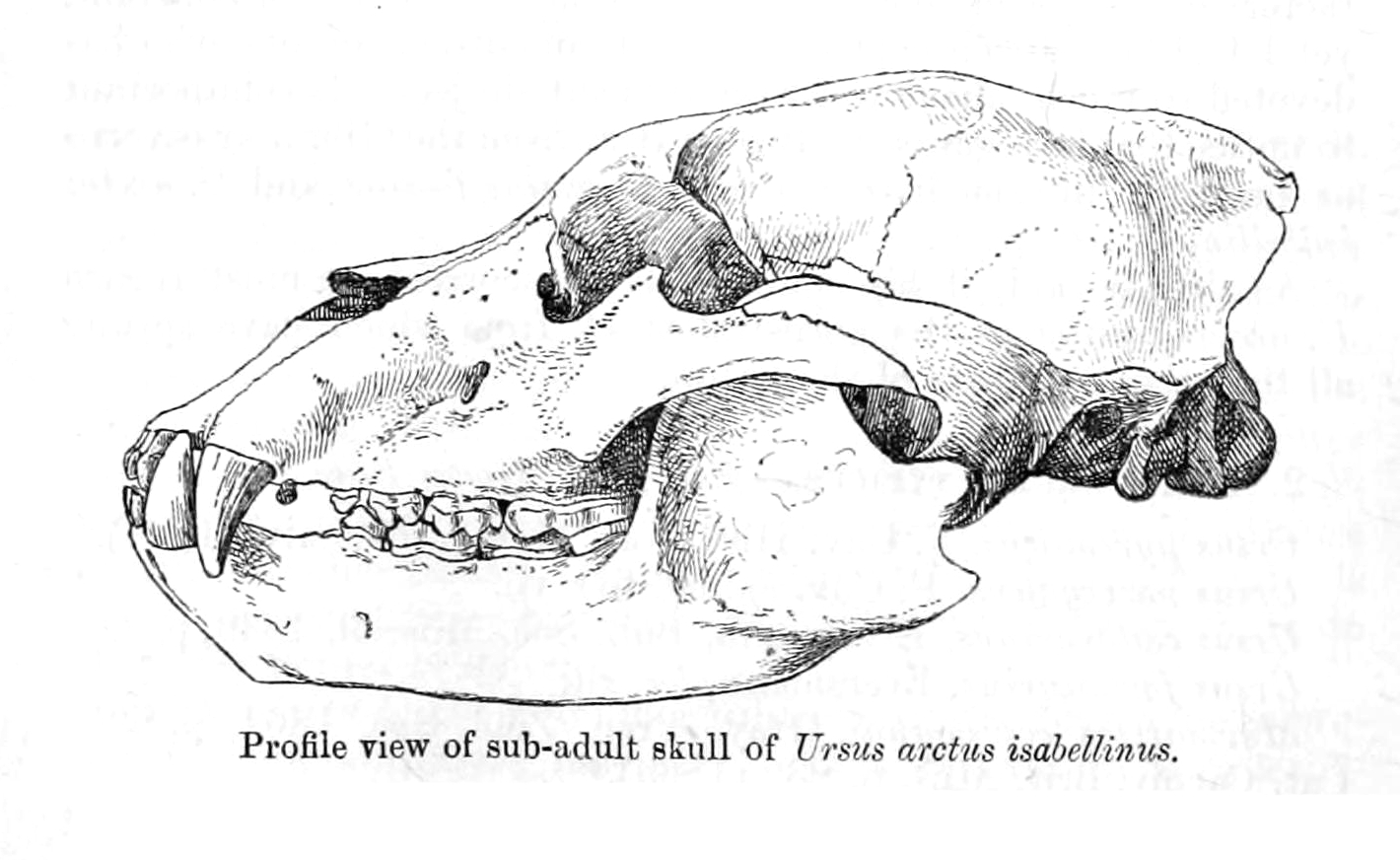
Crani d'os bru de l'Himàlaia

## Associació amb el Yeti
L'os bru de l'Himalàia s'anomena en nepalès Dzu-Teh, un terme que també s'ha associat a la llegenda del Ieti, o abominable home de les neus, amb el qual de vegades ha estat associat. Durant l'expedició del diari sensacionalista britànic Daily Mail, la Abominable Snowman Expedition de 1954, Tom Stobart es va trobar amb un Dzu-Teh. Ho explica Ralph Izzard, corresponsal del Daily Mail de l'expedició, al seu llibre The Abominable Snowman Adventure. L'anàlisi del 2017 de l'ADN extret d'un animal momificat que pretenia representar un Ieti es va demostrar que era un os bru de l'Himàlaia.